# Dekanat Baden-Baden
Das Dekanat Baden-Baden ist seit der Dekanatsreform ab dem 1. Januar 2008 eines von 26 Dekanaten in der römisch-katholischen Diözese Freiburg.

## Geschichte
Mit der Dekanatsreform zum 1. Januar 2008 wurde das Dekanat Baden-Baden als eines von 26 Dekanaten des Erzbistums Freiburg errichtet. Sitz des Dekanats ist Sinzheim. Das Dekanat bildet zusammen mit den Dekanaten Bruchsal, Karlsruhe, Pforzheim und Rastatt die Region Mittlerer Oberrhein / Pforzheim des Erzbistums Freiburg.
Von ursprünglich zehn Seelsorgeeinheiten des Dekanats Baden-Baden verringerte sich deren Anzahl bis zum 1. Januar 2015 auf acht.

## Gliederung
Das Dekanat gliedert sich in die folgenden acht Seelsorgeeinheiten:
| Seelsorgeeinheiten          | zugehörige Pfarreien und Filialen |
| --------------------------- | --- |
| SE Baden-Baden              | St. Antonius (Ebersteinburg), St. Bernhard (Baden-Baden), St. Bonifatius (Lichtental), St. Eucharius (Balg), Hl. Geist (Geroldsau), St. Josef (Baden-Baden), Stiftskirche Liebfrauen (Baden-Baden)             |
| SE Baden-Baden-Oos          | St. Dionysius (Baden-Baden-Oos), St. Bartholomäus (Baden-Baden-Haueneberstein), St. Katharina (Baden-Baden-Sandweier), Autobahnkirche St. Christophorus (Baden-Baden)                                          |
| SE Bühlertal                | Liebfrauen (Bühlertal-Obertal), St. Michael (Bühlerta-Untertal), St. Gallus (Bühl-Altschweier), St. Antonius (Forbach-Herrenwies)                                                                              |
| SE Bühl-Vimbuch             | St. Peter und Paul (Bühl), St. Maria (Bühl-Kappelwindeck), St. Johannes d.T. (Bühl-Vimbuch), Hl. Blut (Bühl-Weitenung), St. Dionys (Bühl-Moos)                                                                 |
| SE Ottersweier Maria Linden | St. Johannes (Ottersweier), St. Cyriak (Ottersweier-Unzhurst), St. Karl Borromäus (Bühl-Neusatz), Wallfahrtskirche Maria-Linden                                                                                |
| SE Rebland                  | St. Jakobus (Steinbach), St. Michael (Neuweier), Herz-Jesu (Varnhalt), St. Matthäus (Bühl-Eisental) |
| SE Rheinmünster             | Münster St. Peter und Paul (Rheinmünster-Schwarzach), St. Johannes und Paulus (Rheinmünster-Greffern), St. Mauritius (Rheinmünster-Söllingen), St. Erhard (Rheinmünster-Stollhofen), Hl. Kreuz (Lichtenau-Ulm) |
| SE Sinzheim-Hügelsheim      | St. Martin (Sinzheim), St. Laurentius (Hügelsheim) |